# Begnins
Begnins is een gemeente en plaats in het Zwitserse kanton Vaud, en maakt deel uit van het district Nyon.
Begnins telt 1362 inwoners.